# أفضل طاهر
أفضل طاهر (بالأردوية: محمد أفضل طاہر؛ بالإنجليزية: Afzal Tahir) هو مؤرخ باكستاني، ولد في 4 يناير 1949 في فيصل آباد في باكستان.